# Adendro
Adendro (in greco Άδενδρο?, prima del 1927: Κιρτζιλάρ - Kirtzilar) è una città nel comune di Chalkidona, nell'unità periferica di Salonicco, in Grecia.
È stata luogo di un grave incidente ferroviario il 13 maggio 2017, dove tre persone sono rimaste uccise.